# La graduada
La graduada es una película española dirigida por Mariano Ozores, y estrenada en 1971. El título parodia el de la película estadounidense El graduado, de Mike Nichols, estrenada poco antes en España.

## Argumento
Benita (Lina Morgan) es una chica de provincias, ingenua y remilgada, que tras el fallecimiento de su tía Ágata, decide dar un nuevo rumbo a su vida: abandona su pueblo y con él todos sus prejuicios morales y religiosos y se instala en la capital con la esperanza de encontrar el amor. Sin embargo, las circunstancias la llevan a terminar ejerciendo como chica de alterne. Mientras tanto, el azar la lleva a conocer a Carlos, un apuesto médico del que se enamora y con el que, tras superar los obstáculos de su pasado, conseguirá iniciar por fin una nueva vida.
- Datos: Q5966831